# Centrale idroelettrica di Brossasco
L'impianto di Brossasco è una centrale idroelettrica situata nel comune di Brossasco, in provincia di Cuneo, e sfrutta le acque del torrente Varaita.

## Caratteristiche
Si tratta di una centrale a bacino che, oltre alla produzione di energia elettrica, controlla le variazioni di portata del torrente Varaita (dovute agli impianti situati a monte) in modo tale che la portata a Brossasco sia pari alla portata naturale del torrente.
I macchinari consistono in due gruppi turbina/alternatore, con turbine Francis ad asse verticale.